# Martine Duvivier
Martine Duvivier épouse Jacquemin (née le 4 janvier 1953 à Curgies) est une athlète française, spécialiste des courses de demi-fond.

## Biographie
Elle remporte le titre national du 800 m en 1972 et 1973.
Elle participe aux Jeux olympiques de 1972, à Munich. Éliminée dès le premier tour du 800 m, elle se classe quatrième de la finale du relais 4 × 400 m, en compagnie de Colette Besson, Bernadette Martin et Nicole Duclos. L'équipe de France améliore à cette occasion à deux reprises le record de France du relais 4 × 400 mètres.

### Palmarès
- Championnats de France d'athlétisme :
  - vainqueur du 800 m en 1972 et 1973.

### Records
| Épreuve | Performance  | Lieu | Date |
| ------- | ------------ | ---- | ---- |
| 400 m   | 53 s 78      |      | 1978 |
| 800 m   | 2 min 02 s 0 |      | 1972 |